# Tongariro
El monte Tongariro es un volcán activo en Nueva Zelanda. Está situado en la zona volcánica de Taupo de la isla Norte, 20 km al sudoeste del lago Taupo y dentro del parque nacional de Tongariro, siendo el más norteño de los tres volcanes que dominan el centro del parque (los otros dos son los montes Ruapehu y Ngauruhoe).
La popular ruta de senderismo llamada Tongariro Alpine Crossing pasa entre el Tongariro y el Ngauruhoe. El monte Tongariro y sus alrededores fueron una de las múltiples localizaciones elegidas por Peter Jackson para rodar la trilogía cinematográfica de El Señor de los Anillos.

## Geología
El macizo volcánico andesítico de Tongariro es un estratovolcán complejo, con al menos doce conos. El monte Ngauruhoe, considerado un pico diferente y más elevado que el propio Tongariro es geológicamente, en realidad, la chimenea más joven de este complejo. Hay muchos cráteres de explosión en el macizo, algunos de ellos inundados formando el lago Azul y los lagos Esmeralda. El Tongariro es un elemento de la zona volcánica de Taupo.

## Actividad volcánica
El Tongariro entró en erupción por primera vez hace unos 275 000 años. El monte Ngauruhoe, además de la chimenea más joven del complejo es la más activa, habiendo entrado en erupción más de setenta veces desde 1839. La última erupción del Ngauruhoe tuvo lugar entre 1974 y 1975. Además del separado Ngauruhoe, las chimeneas activas del Tongariro son las denominadas Te Māri, Esmeralda y los cráteres Norte y Rojo. Los cráteres de Te Māri registraron cinco erupciones entre 1855 y 1897, pero estuvieron durmientes más de un siglo, hasta el 6 de agosto de 2012, en que se produjo en ellos una erupción hidrotermal. La chimenea que forma el cráter Rojo eyectó cenizas en 1926, y contiene fumarolas activas.

## Clima
La geología y el clima locales hacen que sea habitual que las cumbres del Tongariro se cubran de nieve en invierno, como las del vecino monte Ruapehu con estaciones de esquí comerciales, mientras que desde mediados hasta finales del verano las montañas suelen estar despejadas. De todas las regiones de la isla Norte, la meseta volcánica es la que más se acerca a un clima continental.